# 木村勝範
木村　勝範（きむら　かつのり、1971年10月31日 - ）は、熊本県出身の、日本の柔道選手である。階級は60kg級。身長168cm。

## 経歴
一の宮中学から熊本工業高校へ進むと寝技をみっちり鍛えられた。しかし、3年の時にインターハイ軽量級に出場するが予選リーグで敗れた。
1990年に日体大へ進学すると、2年の時に新人体重別決勝で柳川高校3年の園田隆二に敗れるも2位となった。正力杯では3位だったが、正力国際では決勝で世界選手権3位であるCISのナジム・グセイノフに背負投で一本勝ちして優勝を飾った。3年の時には正力杯決勝で東海大学3年の板楠忠士に敗れた。嘉納杯でも決勝で板楠に敗れて2位だった。4年の時には講道館杯決勝で鹿屋体育大学大学院の原田堅一に敗れた。体重別と正力杯では3位だった。正力国際では決勝で板楠を破って2連覇を飾った。続くベルギー国際でも優勝するが、フランス国際では3位にとどまった。
1994年には福島県体育協会の所属となると、体重別では昨年に続いて3位に入った。引退後は地元熊本の高森中学で教員となった。

## 戦績
- 1991年 -　新人体重別　2位
- 1991年 -　正力杯　3位
- 1992年 -　正力国際　優勝
- 1992年 -　正力杯　2位
- 1992年 -　嘉納杯　2位
- 1993年 -　ハンガリー国際　優勝
- 1993年 -　講道館杯 2位
- 1993年 -　体重別　3位
- 1993年 -　正力杯　3位
- 1994年 -　正力国際　優勝
- 1994年 -　ベルギー国際　優勝
- 1994年 -　フランス国際　3位
- 1994年 -　体重別　3位
- 1994年 -　イタリア国際　3位
- 1996年 -　イタリア国際　2位

(出典、JudoInside.com)。